# Elisabeth Crodel

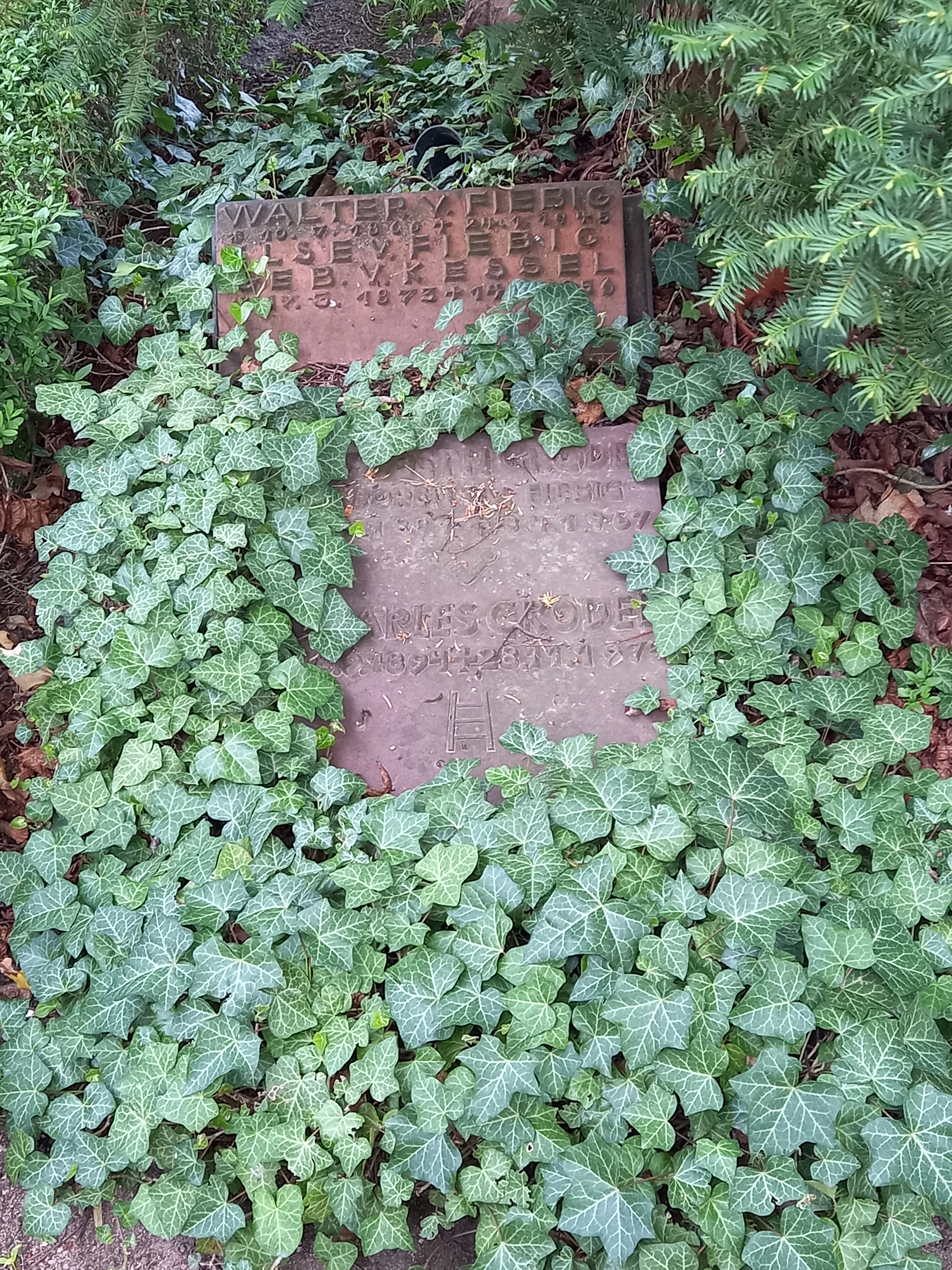
Das Grab von Elisabeth Crodel und ihrem Ehemann Charles im Familiengrab Fiebig auf dem Friedhof Kröllwitz in Halle

Elisabeth Crodel (* 8. November 1897 in Ober-Glauche; † 8. April 1967 in München; gebürtig Elisabeth von Fiebig-Angelstein) war eine deutsche Malerin und Kunsthandwerkerin.

## Leben
Elisabeth von Fiebig war Tochter des promovierten Chemikers, Alpinisten und Sportreiters Johann Friedrich Paul Adolf Walther von Fiebig und seiner Ehefrau Else Ottilie Magda von Kessel.
Das Interesse des Vaters an den Forschungen von Ernst Haeckel führte die Familie von Lausanne in die Universitätsstadt Jena. Dort hatte Elisabeth von Fiebig Unterricht beim Maler und Kunstpädagogen Christoph Natter, nahm in Weimar Abendakt an dem im Zeichen der „Vereinigung von Kunst und Handwerk“ stehenden Bauhaus, und verfügte über ein eigenes Atelier in Jena.
1918 heiratete sie den Maler Charles Crodel. Als Ibeth von Fiebig bzw. Ibeth von Fiebig-Crodel beteiligte sie sich als Malerin 1918 und 1919 an den Ausstellungen der Münchner Sezession sowie 1921 und 1922 auf der Jahresausstellung der Freien Secession in Berlin.
Sie schuf ein umfangreiches Werk von über 100 nachweisbaren Bildteppichen nach Entwurf und Vorzeichnung von Charles Crodel. Viele der gestickten Behänge und Applikationen entstanden für Kirchen und erweiterten als Schutzmantelmadonnen und Paramente große Glasmalerei-Aufträge von Charles Crodel im kirchlichen Gesamtraum. Wie bei vielen Frauen in der Kunst war ihr Werk eng mit dem ihres Ehemanns verbunden und hat Crodels Schülern und Schülerinnen in Deutschland und den U.S.A. Anregungen gegeben.
Elisabeth Crodel wurde von Gerhard Marcks porträtiert.
Sie liegt mit ihrem Mann auf dem Friedhof Kröllwitz in Halle begraben. Ihre Tochter ist die Goldschmiedin Vera von Claer-Steckner geb. Crodel.
Eine Übersichtsausstellung in der Dominikanerkirche Osnabrück würdigte mit 29 Werken und einem Beitrag von Doris Schmidt 1975 das Teppichwerk von Charles und Elisabeth Crodel.

## Ausstellungen
- 1918: Münchner Kunstausstellung im Glaspalast; Stilleben und Vorfrühling (Ib v. Fiebig, Münchner Secession)
- 1949: Angermuseum Erfurt: „Zwölf Meister des Kunsthandwerks“, u. a. Elisabeth Crodel: Gestickte Wandbehänge
- 1956 Kunstverein Coburg: „Prof. Charles Crodel: Kunsthandwerk“, mit 27 von Elisabeth Crodel ausgeführten Wandbehängen
- 1958–1965: Gemeinsam mit Charles Crodel Ausstellungen der Pennsylvania State University und University of Louisville, Kentucky
- 1975: Werkübersicht des Kulturgeschichtlichen Museums Osnabrück in der dortigen Dominikanerkirche[7]